# محمود عصمت
محمود كمال عصمت هو سياسي مصري يشغل منصب وزير الكهرباء والطاقة المتجددة، وشغل سابقًا وزير قطاع الأعمال منذ أغسطس 2022 خلفاً لهشام أنور توفيق.

## عمله
شغل عدة مناصب قبل توليه الوزارة منها رئيس مجلس إدارة الشركة القابضة للمطارات ورئيس مجلس إدارة شركة ميناء القاهرة الجوي ورئيس مجلس إدارة القاهرة لتصنيع الزجاج.